# Фудзівара но Фусасакі
Фудзівара но Фусасакі (685 — 25 травня 737) — середньовічний японський державний діяч періоду Нара. Засновник гілки Північних Фудзівара (Хокке). Складав вірші в жанрі вака. Був другом Отомо но Табіто.

## Життєпис
Походив з аристократичного роду Фудзівара. Другий син Фудзівара но Фухіто, Правого міністра, та Соґа но Сьоші. Народився у 685 році. Завдяки впливові батька вже наприкінці 690-х років отримав старший шостий ранг. 702 року призначено сайкайдо-сецудоші (на кшталт цзєдуши) краю Токайдо. Під час каденції вимушений був придушувати заворушення емісі. 705 року надано нижчий ступінь молодшого п'ятого рангу. 709 року призначено інспектором над шляхами Токайдо. Отримав від батька маєток на півночі Кіото (за це його рід став зватися Північними Фудзівара).
711 року отримав вищий ступінь молодшого п'ятого рангу, а 715 року — нижчий ступінь молодшого четвертого рангу. У 717 році Фудзівара но Фусасакі надано посаду санґі, завдяки чому увійшов до складу дайдзьокана. 718 року призначено двірцевим міністром. 719 року стає власником вищого ступеня молодшого четвертого рангу.
Після смерті батька 720 року спільно з братом Фудзівара но Мутімаро намагався розширити вплив свого клану в Гісейкані (політичній раді всередині дайдзьокана). Цьому протистояли представники імператорської родини на чолі з принцом Нагая. 721 року надано нижчий ступінь молодшого третього рангу. Того ж року Фусасакі отримав посаду утіцуомі (радника імператора й спадкоємця трону), ставши третьою особою в державі. 722 року стає одним з керівників дзюто-тонері-рьо (імператорської гвардії до реформування у Шість корпусів). 724 року отримує старший четвертий ранг. 726 року призначено адзеті (імператорським інспектором) провінцій Омі і Вакаса. 728 року очолив коноефу (внутрішню палацову гвардію).
У 729 році внаслідок інтриг спільно з братами зумів відсторонити принца Нагая з посади Лівого міністра, якого було змушено вчинити самогубство. Після цього призначено очільником Центрального міністерства. 730 або 731 стає міністром народних справ.
732 року стає сайкайдо-сецудоші Східногірського краю. 734 року спільно з буддистським ченцем Ґьокі в Камакурі заснував монастир Суґімото-дера. За дорученням імператриці Комьйо там було розташовано статую Одинадцятиголового Кан'она (Екадасамуха).
Помер у 737 році, як і його брати, внаслідок великої епідемії віспи.

## Родина
1. Дружина — Муро но Оокімі.
Діти:
- Фудзівара но Наґате (714—771)
- Фудзівара но Матате (715—766)
- Фудзівара но Мітате (д/н—764)
- донька (д/н), дружина (бунін) імператора Сьому

2. Дружина — донька Кусагунокура но Ою
Діти:
- Фудзівара но Торікаі (д/н)

3. Дружина — представниця клану Катано
Діти:
- Фудзівара но Кійокава (д/н—778)
- Фудзівара но Уона (721—783)

4.Дружина — представниця клану Абе
Діти:
- Фудзівара но Каедемаро (723—776)

Від наложниць:
- донька, дружина Фудзівара но Тойонарі
- Охірако